# Истиклол (Шахритусский район)
Истиклол (тадж. Истиқлол) — село в Хатлонской области Республики Таджикистан. 
Входит в состав джамоата (сельской общины) им. Худойназара Холматова Шахритусского района.
Находится на расстоянии 16 км от райцентра (пгт. Шахритус) и 16 км от центра джамоата (село Кахрамон).
Название села означает «независимость». Прежнее название — Бешкапа.
Население — 1237 чел. (2017).